# Supermayer
Supermayer ist eine der elektronischen Musik zuzurechnende Supergroup, die aus den Mitgliedern Superpitcher und Michael Mayer besteht. Beide Solokünstler sind vor allem über das Technolabel Kompakt bekannt geworden.
Ihr bislang einziges Album Save the World erschien am 21. September 2007. Es wurde unter anderem in den Musikzeitschriften Intro und Groove wohlwollend besprochen.

## Diskographie

### Alben
- Save the World (2007)

### Singles
- Two of Us (2007)
- Safe the World (2007)
- The Art of Letting Go  (2007)